# Atli Bjørn
Atli Bjørn (* 11. Juli 1933 in Kopenhagen; † 2. Februar 1993) war ein dänischer Jazzmusiker (Piano, Komposition). Mit seinem von Bud Powell inspirierten Spiel und tiefem Einfühlungsvermögen gilt er trotz weniger Aufnahmen als einer der wichtigen dänischen Jazzmusiker der 1960er Jahre.

## Wirken
Bjørn gehörte zu den ersten Jazzmusikern in Dänemark, die Bebop spielten: Zwischen 1954 und 1959 gehörte er zum Jazz Quartet von Trompeter Jørgen Ryg, mit dem er 1956 ein Hardbop-Album bei EmArcy veröffentlichte. Im selben Jahr erschienen Aufnahmen mit Ryg und Max Brüel bzw. Rolf Billberg als The Cool Scandinavians bei Sonet Records. 1957 war er bei Ib Glindemann’s Orkester tätig, um 1958 mit Bent Jædig in Deutschland zu arbeiten.
Im Jazzhus Montmartre fand Bjørn seit 1959 Arbeit und begleitete Solisten wie Lucky Thompson, Johnny Griffin und Don Byas. 1962 gründete er sein Trio mit Benny Nielsen und Finn Frederiksen. Im Juni 1964 spielte dort sein Trio mit Dexter Gordon;  Aufnahmen erschienen später als Album Cry Me a River (SteepleChase, 1978). Mit Don Cherry konzertierte er im Oktober 1965 bei Danmarks Radio (Cherry Jam). Im Jazzhus Montmartre begleitete er Mitte der 1960er Jahre auch Ben Webster (At Montmartre 1965–1966) sowie Brew Moore (Copenhagen Brew). Mit Bent Jædig, Niels-Henning Ørsted Pedersen und Bjarne Rostvold trat er in Paris auf (From Jædig’s Galaxy, 2003). Auch komponierte er die Musik für den Kurzfilm Interval.
Aufgrund einer Krankheit trat Bjørn ab den späten 1960er Jahren nur sporadisch auf, spielte aber gelegentlich in Christianshavn zusammen mit Karsten Vogel und Jørn Elniff, Bent Axen, William Schiøpffe und der Leonardo Pedersen Jazzkapel. Zwischen 1979 und 1983 machte er mit seinem neu zusammengestellten Trio Aufnahmen für Danmarks Radio, die 1983 als Album Atlicity veröffentlicht und 1997 bei Stunt Records wiederveröffentlicht wurden. Tom Lord zählt 27 Aufnahmesitzungen zwischen 1955 und 1979, auch mit Lars Gullin und Finn Mickelborg.